# Takarai Kikaku
Takarai Kikaku (宝井其角?; 1661 – 1707) è stato un poeta giapponese durante il periodo Edo. Conosciuto anche come Enomoto Kikaku, fu tra i più famosi discepoli di Matsuo Bashō. Suo padre era un dottore di Edo, ma Kikaku decise di diventare un poeta professionista, piuttosto di seguire i suoi passi.

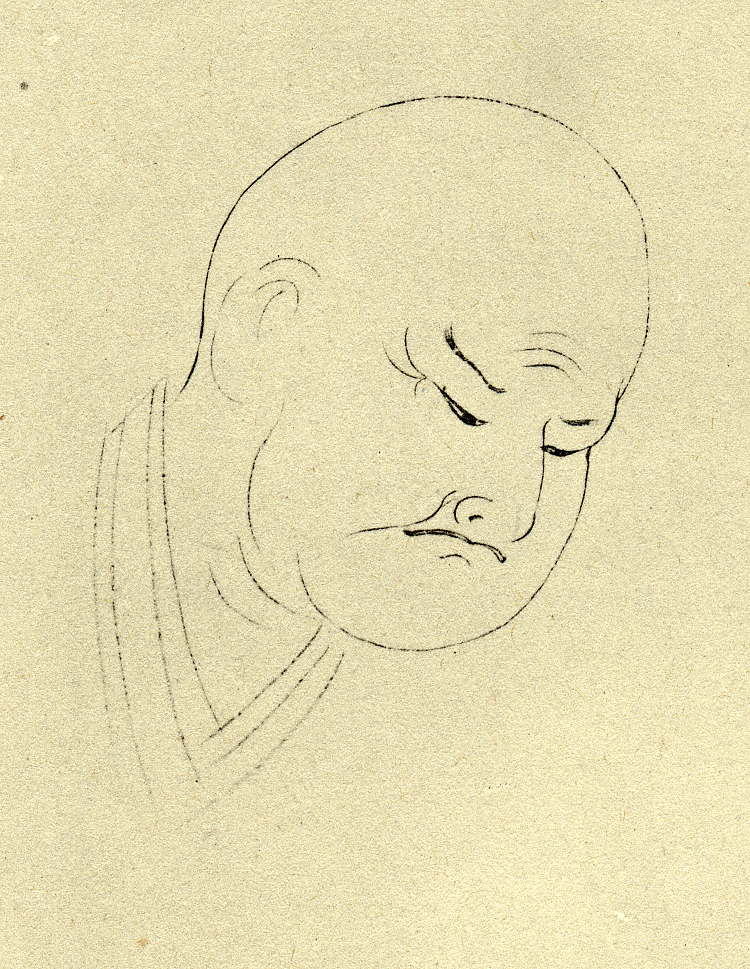
Ritratto di Kikaku eseguito da Oguri Kanrei (小栗寛令)

Kikaku divenne il poeta nipponico più in voga nel periodo che intercorre tra la morte di Bashō e l'ascesa di Yosa Buson nella seconda metà del XVIII secolo; è ricordato anche per aver lasciato un importante documento storico, descrivente gli ultimi giorni di Matsuo Bashō e quelli immediatamente dopo la sua morte, che venne anche tradotto in inglese.

## Influenza
In commemorazione del 300º anniversario della sua morte, Nobuyuki Yuasa condusse una campagna per la stesura di un renku, o poema collaborativo, internazionale e bilingue (giapponese e inglese), aperto da questa prima linea (hokku) scritta da Kikaku:
鐘ひとつ賣れぬ日はなし江戸の春
Primavera a Edo,
Non un giorno passa senza che
Una campana del tempio sia venduta

## Critica di Bashō
- Kikaku scrisse di argomenti più popolari di Bashō, rispetto alla sua poetica si avvicinava di più agli antichi haikai, così come alsenryu, ed è risaputo che il suo maestro denigrò i suoi componimenti come "inutili ed irriverenti sforzi".
- Rispetto agli haiku di Kikaku, Bashō rimarcò che essi erano "artifici composti nel lavoro dell'arte; troppa artificiosità è qui presente".[6]
- Un giorno, Kikaku compose un haiku,

Libellula rossa / spezza le ali / Amarena
che Bashō cambiò in,
Amarena / aggiungici le ali / Libellula rossa ;
dicendo così che la poesia dovrebbe aggiungere vita alla vita, non togliere vita alla vita.